# Conus luquei
Conus luquei é uma espécie de gastrópode do gênero Conus, pertencente à família Conidae.

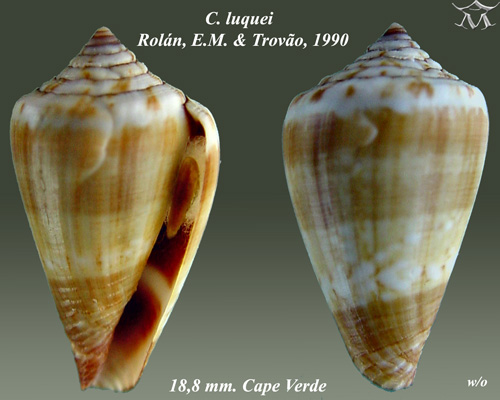
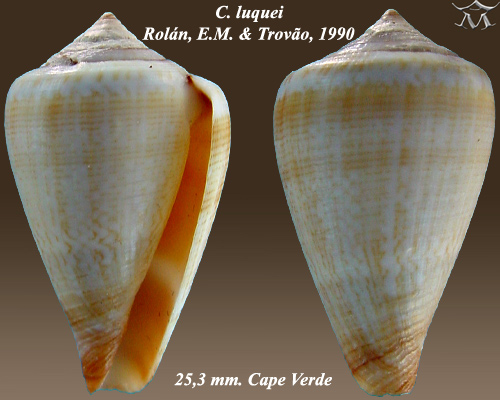